# 丹当基县
丹当基县是缅甸克伦邦下辖的一个县。丹当基是丹当基县首府。

## 历史沿革
2022年4月30日，缅甸政府以帕安县丹当基镇区析置丹当基县。

## 行政区划
丹当基县下辖1个镇区：
- 丹当基镇区（Thandaunggyi Township）